# Michelský mlýn
Michelský mlýn je zaniklý vodní mlýn v Praze 4, který stál v ulici U Michelského mlýna proti Michelskému dvoru na potoce Botič.

## Historie
Vodní mlýn je zmíněn roku 1222 jako součást vsi Michle, která byla v majetku kláštera benediktinů v Břevnově. Po skončení třicetileté války jej zakoupil lékař, fyziolog, matematik, fyzik a astronom Jan Marek Marci z Kronlandu a využíval jej až do své smrti roku 1667 jako letní sídlo. Po skončení 2. světové války jej převzala firma Odkolek n.p.
V roce 2015 byl mlýn zbořen a na jeho místě postavena novostavba.